# Walteranthus erectus
Walteranthus erectus är en tvåhjärtbladig växtart som beskrevs av G.J. Keighery. Walteranthus erectus ingår i släktet Walteranthus och familjen Gyrostemonaceae. Inga underarter finns listade i Catalogue of Life.